# Boza

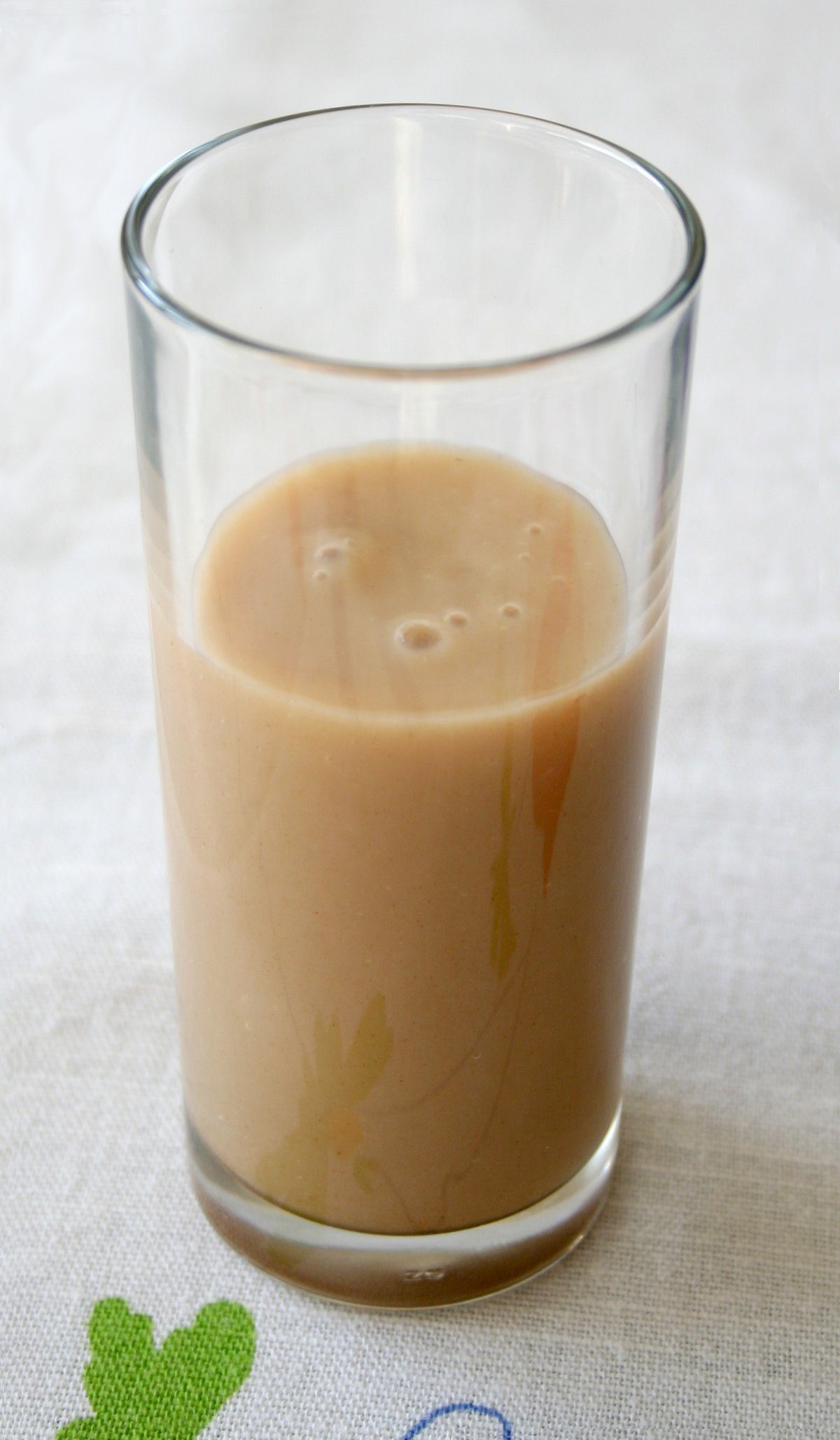
Ett glas bulgariska boza

Boza, även bosa, bozo är en populär alkoholdryck. Det är en maltdryck som gjorts genom att jäsa olika korn: majs (majs) och vete i Turkiet, vete eller hirs i Bulgarien och Rumänien och korn i Egypten. Drycken har en tjock konsistens, låg alkoholhalt (cirka 1%) och en svagt sötsyrlig  smak. 
Drycken är vanlig i: Kazakstan, Turkiet, Kirgizistan, Albanien, Bulgarien, Makedonien, Montenegro, Bosnien och Hercegovina, Azerbajdzjan och andra delar av Kaukasien, samt Uzbekistan, Rumänien, Kroatien och Serbien.